# WA가 되어 춤추자
〈WA가 되어 춤추자〉(WAになっておどろう)은 1997년 7월 9일에 발매된 V6의 7번째의 싱글이다.

## 해설
- 〈WAになっておどろう〉는 일본 그룹 AGHARTA의 〈ILE AIYE〜WAになっておどろう〜〉를 리메이크 한 곡이다.
- TOKIO가 10주년 기념으로 제작한 《TOK10》의 수록곡이기도 하다. 그 수록곡에서는 원곡 AGHARTA의 멤버인 카도마츠 토시키가 코러스와 기타로 참가하기도 하였다.
- 〈WAになっておどろう〉는 지방의 초등학교의 운동회에서 댄스 경기 등의 응원가로도 사용되고 있다.

## 수록곡
1. WAになっておどろう
  - 작사/작곡：카도마츠 토시키, 편곡：호시노 야스시언
2. WHAT'S COOL? / Coming Century
  - 작사：미야케 켄, 작곡：노다 코우헤이, 편곡：호시노 야스시언
3. WAになっておどろう(カラオケ)
4. WHAT'S COOL?(カラオケ)